# Namárië

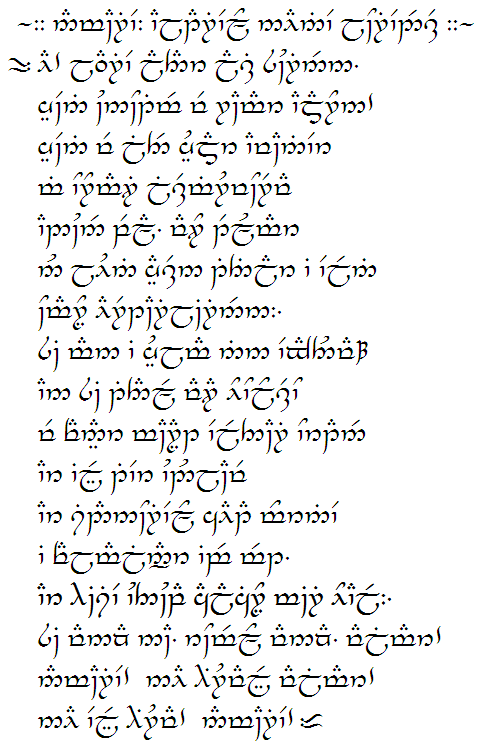
Tekst Namárië zapisany w tengwarze

Namárië (qya. Żegnaj), także Lament Galadrieli – wiersz w quenyi umieszczony w powieści J.R.R. Tolkiena pt. Władca Pierścieni (księga druga).
Namárië jest najdłuższym tekstem w tym języku zawartym w powieści. Muzyka do jego słów została skomponowana przez Donalda Swanna. Nagranie tej kompozycji znajduje się na albumie The Road Goes Ever On wydanym w 1967 roku.